# Cerapoda
Clade
Sous-ordres de rang inférieur
- † Marginocephalia
- † Ornithopoda

Les cérapodes (nom scientifique Cerapoda) constituent un clade éteint de dinosaures ornithischiens.
Selon certaines classifications, ils sont divisés en trois grands groupes : les Ceratopsia (« visages cornus »), les Ornithopoda (« pieds d'oiseau ») et les Pachycephalosauria (« lézards à la tête épaisse »).

## Taxonomie
- Infra-ordre Ceratopsia - (dinosaures cornus)
- Infra-ordre Ornithopoda (parfois classé comme sous-ordre)
  - Famille Hypsilophodontidae
  - Famille Hadrosauridae - (dinosaures à bec de canard)
  - Famille Heterodontosauridae
- Infra-ordre Pachycephalosauria

Quelques genres de Cerapoda :
- Stormbergia
- Agilisaurus
- Hexinlusaurus